# Акьям, Фанен
Фанен Джозеф Акьям (англ. Fanen Joseph Akyam; род. 14 апреля 2000, Нигерия) — нигерийский футболист клуба «Белшина».

## Клубная карьера
Сезон 2019 года начинал в белорусском «Слуцке». Дебютировал за клуб 31 марта 2019 года в домашнем матче 1-го тура чемпионата страны против «Энергетик-БГУ» из Минска, выйдя на замену на 66-й минуте матча вместо Егора Семёнова. 15 августа 2019 года стало известно, что Акьям покинул «Слуцк», проведя 10 матчей в чемпионате Белоруссии и 2 матча в Кубке. В конце февраля 2020 года перешёл в российский «Тамбов», провёл 2 матча в молодёжной команде.